# Лебедев, Евгений Александрович
Евге́ний Алекса́ндрович Ле́бедев, барон Лебедев (англ. Evgeny Alexandrovich Lebedev, Baron Lebedev; род. 8 мая 1980, Москва) — британский предприниматель русского происхождения, издатель. Член Палаты лордов британского парламента с 19 ноября 2020 года.
Владелец компании «Lebedev Holdings Ltd», выпускающей газеты «Evening Standard» и «The Independent».

## Биография
Евгений Лебедев родился 8 мая 1980 года в Москве; сын офицера ПГУ КГБ СССР Александра Евгеньевича Лебедева, внук академика Владимира Соколова. В 1987 году вместе с отцом переехал в Лондон.
В октябре 2010 года получил британское гражданство. В июле 2020 года был предложен монарху в качестве кандидата на получение пэрского достоинства премьер-министром Борисом Джонсоном, которого издания Лебедевых активно поддерживали политически с конца 2000-х. Номинация вызвала критику и обвинения Джонсона в коррупции, а также в пренебрежении рекомендациями британских служб безопасности.
19 ноября 2020 года королева Великобритании Елизавета II пожаловала ему пожизненное пэрство Соединённого Королевства с присвоением титула: барон Лебедев, из Хэмптона в лондонском Ричмонде-апон-Темс и из Сибири в Российской Федерации (Baron Lebedev, of Hampton in the London Borough of Richmond upon Thames and of Siberia in the Russian Federation), хотя родился он в Москве и его отношение к Сибири сомнительно. В тот же день официально стал членом Палаты Лордов без партийной принадлежности.

## Бизнес-проекты
Вместе со своим отцом владеет компанией Lebedev Holdings Ltd, которой принадлежат британские газеты Evening Standard и The Independent, а также телевизионный канал London Live.
Другие бизнес-проекты Лебедева включают ресторан японской кухни Sake no Hana на улице Сент-Джеймс, Лондон, спроектированный Кэнго Кума, и бутик-отель Palazzo Terra Nova в Умбрии, Италия. Его имя также связывают как создателя и совладельца ресторана Hush в Мейфэре и совладельца, наряду с Иэном Маккелленом и Шоном Матиасом, паба The Grapes в Лондоне.

## Меценатство и благотворительность
Лебедев возглавляет Evening Standard Theatre Awards. Он является одним из спонсоров Московского Художественного театра и Ялтинского театра имени А. П. Чехова (построен в 1883, отремонтирован в 1908), реконструированного в 2008 году «при финансовой поддержке А. Е. Лебедева».
Лебедев является основателем и председателем Фонда Раисы Горбачёвой, созданного в 2006 году вместе с экс-президентом Михаилом Горбачёвым, его цель заключается в том, «чтобы собирать деньги для помощи детям больным раком». На сегодняшний день фонд собрал миллионы фунтов стерлингов для своих целей.
Фонд оборудовал две педиатрические онкологические клиники в России. Исследовательские стипендии Фонда по борьбе с онкологическими заболеваниями у детей обеспечивают подготовку по дисциплинам, участвующими в диагностике, лечении, контроле и уходе за детьми, больными раком. С 2008 года фонд работает в тесном сотрудничестве с Marie Curie Cancer Care, другой британской благотворительной организацией, которая предоставляет помощь больным в терминальной стадии рака.

## Личная жизнь
Как сообщает The Daily Telegraph, ранее Лебедев встречался с британской актрисой Джоэли Ричардсон. Хотя он отрицает слухи о том, что он гей, за что получил прозвище «Две бороды», придуманное Private Eye, по сообщениям СМИ, он, как говорят, не возражает против того, чтобы люди так думали.
Лебедев коллекционирует современное британское искусство, владеет произведениями Трейси Эмин, Энтони Гормли, Дэмиена Херста, Фрэнсиса Бэкона, Люсьена Фрейда, Джейка и Диноса Чепменов. Согласно New Statesman, он также хорошо разбирается в искусстве эпохи Возрождения и поэзии вортицистов. У него был домашний волк по имени Борис, названный в честь бывшего президента России Бориса Ельцина.